# Manfred Hölzl
Manfred Hölzl (* 27. September 1941 in Weiden in der Oberpfalz; † 5. Juni 2003) war ein deutscher Politiker (CSU).

## Leben und Beruf
Hölzl besuchte die Volksschule und das Gymnasium. 1960 trat er in den Polizeidienst ein. 1963 wurde er Polizeivollzugsbeamter bei der Bayerischen Landespolizei in Hof. Zwei Jahre später wurde er Fachlehrer an der Bayerischen Polizeischule in Fürstenfeldbruck. Ab 1974 übernahm er verschiedene Führungsfunktionen bei der Landespolizei. Danach studierte er an der Polizeiführungsakademie in Münster. Ab 1978 war er Mitarbeiter in der Polizeiabteilung des Bayerischen Innenministeriums, 1979 wurde er zum stellvertretenden Leiter der Polizeidirektion Fürstenfeldbruck berufen. Hölzl war auch Vizepräsident des Deutschen Tierschutzbunds Landesverband Bayern.
1970 wurde Hölzl Mitglied der CSU. Er war von 1972 bis 1996 Stadtrat in Fürstenfeldbruck und ab 1978 Kreisrat in Fürstenfeldbruck. Von 1978 bis zu seinem Tod saß er im Bayerischen Landtag, ab 1986 stets direkt gewählt im Stimmkreis Fürstenfeldbruck-Ost. Zudem war er stellvertretender Vorsitzender des Arbeitskreises „Kommunale Fragen und Innere Sicherheit“ und Sprecher der CSU-Landtagsfraktion für Polizeifragen sowie Sprecher für Fragen des Tierschutzes.
Hölzl war Träger der Kommunalen Verdienstmedaille in Silber, der Verfassungsmedaille in Gold und des Bayerischen Verdienstordens.